# Laboratoire de sismologie de Caltech

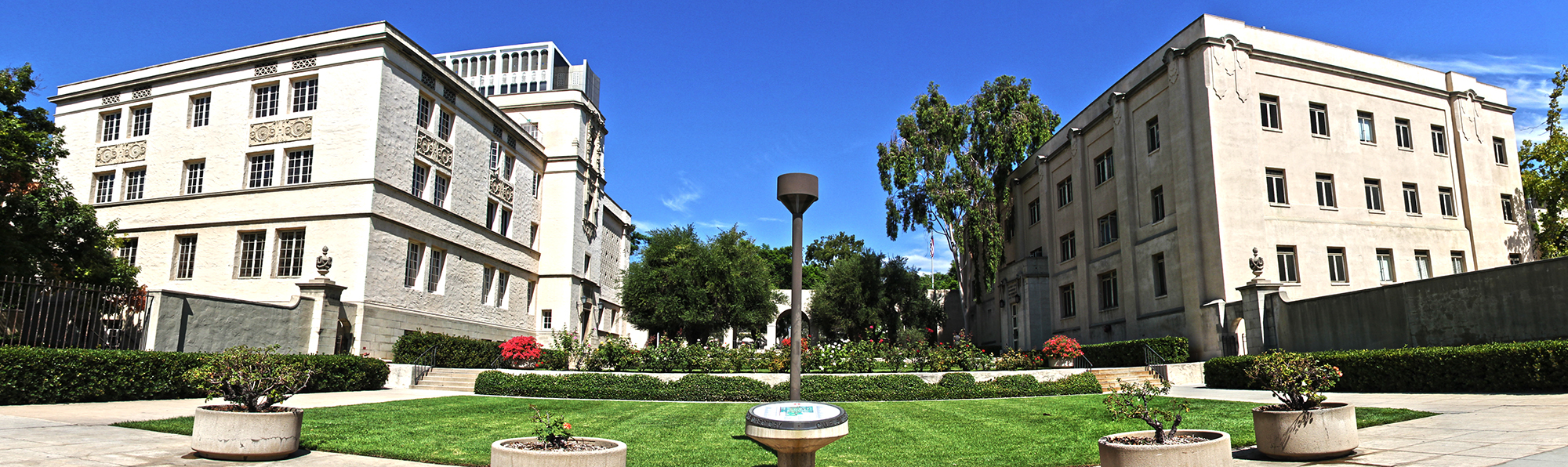
Entrée du campus de Caltech.

Le laboratoire de sismologie de Caltech (en anglais:  Caltech Seismological Laboratory), également connu sous le nom de Seismo Lab, fait partie du département des sciences de la Terre et de l'Univers du California Institute of Technology (Caltech). Le laboratoire est un centre de recherche de niveau mondial en sismologie depuis sa création en 1921. Des chercheurs célèbres tels que Beno Guntenberg, Charles Richter ou Hiroo Kanamori y ont travaillé. Le laboratoire se soit régulièrement sollicité par les médias pour commenter les grands évènements sismiques dans le monde.

## Histoire
Le laboratoire de sismologie de Caltech est créé sous les auspices de la Carnegie Institution de Washington, en 1921, et placé sous la direction de Harry O. Wood. En 1926, il devient une unité mixte entre Carnegie et Caltech. En 1937, il est officiellement transféré sous la dépendance exclusive de Caltech.

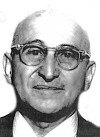
Beno Gutenberg, directeur de 1946 à 1957.

Nécessitant un substratum rocheux accessible sur lequel placer les sismomètres pour que ceux-ci aient les meilleurs performances, le laboratoire de sismologie ne pouvait pas être initialement situé sur le campus de Caltech à Pasadena, qui se trouve sur des alluvions. Les premiers locaux du laboratoire sont donc installés dans le quartier de Linda Vista de Pasadena, situé sur un affleurement granitique. Son premier siège, au 220 N. San Rafael Avenue, est un modeste bâtiment de laboratoire de deux étages (plus tard connu sous le nom de « Laboratoire Charles Richter »). En 1958, le site étant devenu trop petit, le laboratoire s'étend sur une propriété adjacente au 295 N. San Rafael Avenue, dans ce qui était auparavant un manoir de 1 020 m², avec des escaliers en marbre, neuf chambres avec salles de bains communicantes et des jardins. Le tunnel horizontal dans lequel les sismomètres sont installés est un ancien accès (avec ascenseur privé) entre le manoir et les courts de tennis se situant plus bas.
En 1974, le progrès technique rend possible la transmission électronique de signaux sur de longues distances et le Seismo Lab se voit transféré sur le campus principal de Caltech, les sismomètres pouvant être positionnés plus loin de la ville, dans un environnement moins bruyant. Le laboratoire redevient ainsi au fil du temps plus intégré et moins distinct de la division Caltech à laquelle il est administrativement rattaché.
En 1976, le laboratoire met au point le sismomètre qui embarque sur la sonde Viking 1, chargée d'explorer la surface de la planète Mars. Malheureusement, une fois la sonde posée à la surface, un problème technique empêche le sismomètre de se déployer. Il faudra attendre 2018 pour réussir à enregistrer un séisme martien (mission InSight).
Dans les années 1980 et 1990, Caltech, en coopération avec Institut d'études géologiques des États-Unis (USGS), développe le Réseau sismique de Californie du Sud (Southern California Seismic Network, SCSN). Le SCSN bénéficie de nombreux projets de mise à niveau. TERRAscope, financé par les fondations L. K. Whittier et ARCO, ainsi que par la NSF, fournit les 28 premières stations à large bande et à forte amplitude. Le projet TriNet, de 1997 à 2002, financé par la FEMA, le California OES, l'USGS et d'autres partenaires, permet d'augmenter le nombre de stations à 155 et d'améliorer considérablement les infrastructures de communication et de traitement des données.

## Chercheurs remarquables

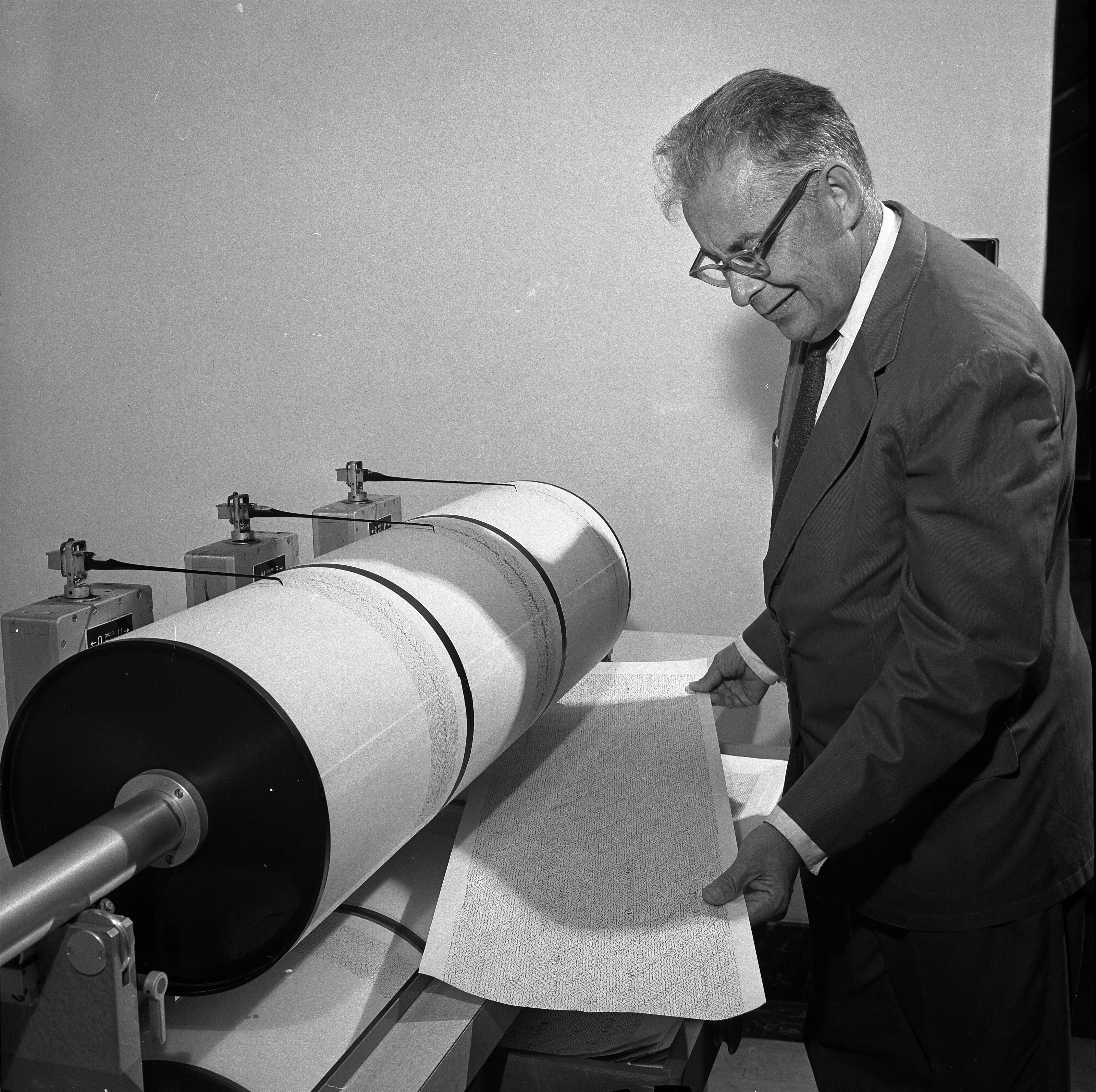
Charles Richter analysant un sismogramme en 1964.

Le laboratoire de sismologie de Caltech jouit d'une grande réputation dans le monde universitaire des géosciences. Plusieurs de ses locataires ont laissé leur empreinte dans l'histoire de la sismologie. Dans les années 1930, Charles Francis Richter met au point sa fameuse échelle de Richter. Il travaille en compagnie de Beno Gutenberg, découvreur de la discontinuité de Gutenberg. Dans les années 1940, Hugo Benioff découvre le plan de Wadati-Benioff. Plus tard, Hiroo Kanamori est l'un des inventeurs de la magnitude de moment. Don Anderson, récipiendaire du prix Crafoord en 1998, est le créateur avec Adam Dziewonski du modèle PREM, premier modèle sismologique de l'intérieur de la Terre.
Keiiti Aki, un des fondateurs de la sismologie moderne, effectue un post-doctorat au laboratoire de 1958 à 1960.
Frank Press, devient conseiller scientifique de quatre présidents américains (Kennedy, Johnson, Nixon et Carter).

## Liste des directeurs

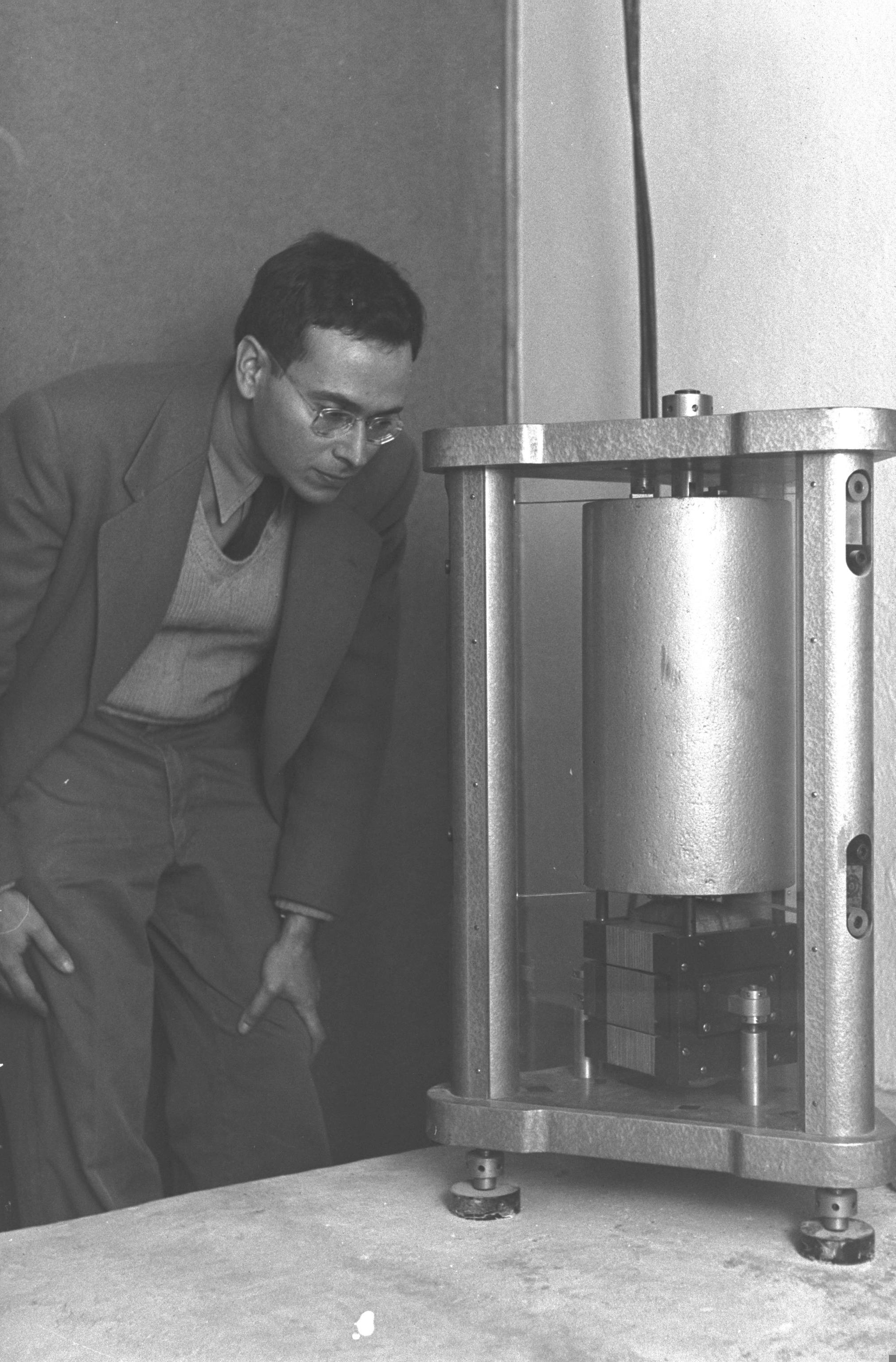
Frank Press, directeur de 1957 à 1965.

- Harry O. Wood (1921–1946)
- Beno Gutenberg (1946–1957)
- Frank Press (1957–1965)
- Don Anderson (1967–1989)
- Hiroo Kanamori (1990-1998)
- Don Helmberger (1998–2003)
- Jeroen Tromp (2003–2008)
- Michael Gurnis (2009– )

## Anecdote
Le manoir du 295 N. San Rafael Avenue est vue dans le film Braquage à l'italienne (2003), comme la maison du personnage joué par Edward Norton.